# Ochsenkopf (bergstopp i Rätikon)
Ochsenkopf är en bergstopp på gränsen mellan Liechtenstein och Vorarlberg, Österrike. Den ligger 8 km öster om Liechtensteins huvudstad Vaduz. Toppen på Ochsenkopf är 2 286 meter över havet, eller 369 meter över den omgivande terrängen. Bredden vid basen är 4,4 km. Ochsenkopf ingår i Rhätikon.